# Nortt/Xasthur
Nortt/Xasthur, auch Hedengang/A Curse for the Lifeless, ist ein Split-Album der dänischen Funeral-Doom-Band Nortt und des amerikanischen Depressive-Black-Metal-Projektes Xasthur.

## Geschichte
Mit Nortt/Xasthur veröffentlichte Total Holocaust Records eine Split-Veröffentlichung die Nortts EP Hedengang vollständig wiederverwertete und erstmals einer CD-Veröffentlichung zukommen ließ. Neben der EP von Nortt wurde der bisher unveröffentlichte Teil durch drei Stücke von Xasthur ergänzt. Im Jahr 2005 erschien das Album hinzukommend über Southern Lord Records als LP und CD.

## Albuminformationen
Nortt/Xasthur wurde als das erste Split-Album Nortts im Jahr 2004 als CD über Total Holocaust Records veröffentlicht. Für Xasthur war es die sechste Split-Veröffentlichung. Nortt trug vier Stücke mit einer Spieldauer von insgesamt 17:35 Minuten bei, Xasthur drei mit einer Spieldauer von insgesamt 19:26 Minuten.

### Titelliste
1. Nortt: Hedengangen: (Intro): 01:54
2. Nortt: Glemt: 07:37
3. Nortt: Død og borte: 05:53
4. Nortt: Dystert sind (Outro): 02:21
5. Xasthur: A Curse for the Lifeless: 04:28
6. Xasthur: Blood from the Roots of the Forest: 10:24
7. Xasthur: Lurking in Silence: 04:24

### Stil
Southern Lord bewarb die Split-EP als aufeinandertreffen von Depressive Black Metal aus Seiten Xasthurs und Funeral Doom auf jener von Nortt. Die Musik von Nortt blieb jene des Albums Hedengang mit annähernd statischen, jedoch massiv verzerrten Gitarrenanschläge, minimalistischen Klavier-Melodien und einem Keyboard-Hintergrund bei einfach langsamen Rhythmus und gutturalem Gesang zwischen krächzenden Schreien und Flüstern. Xasthur hingegen spielt roh produzierten Depressive Black Metal zwischen seichter Schlagzeug- und Gitarrenmusik, die von leisen Keyboardmelodien begleitet wird und Reminiszenzen an den frühen Black Metal mit langsam repetitiven Tremolo-Riffing und dumpf in den Hintergrund gemischten gutturalem Gesang.

## Wahrnehmung
Die Rezeption zur Split-Veröffentlichung fiel gemischt aus. Rezensenten neigten entweder dazu die Stücke von Nortt zu empfehlen oder jene von Xasthur. In der Benotungen wurde die Veröffentlichung dadurch überwiegend mittelmäßig bewertet. Bemerkt wurde hinzukommend, dass die Musik für einen Großteil „der Weltbevölkerung ein großer Haufen unhörbarer, aschgrauer Graberde“ sei, aber für wenige interessierte „Augenblicke gelegentlicher Brillanz“ aufweise.